# Spaghetti alla puttanesca
Les spaghettis alla puttanesca (de l'italien signifiant littéralement en français « spaghetti à la façon des “putains” ») sont un plat de pâtes traditionnel d'origine italienne. La sauce est à base de tomates cuisinées avec de l'ail, du piment, des câpres, des olives et des anchois. Elle est généralement servie avec des spaghettis. La recette semble être originaire de la région napolitaine, et plus particulièrement de l'île d'Ischia.
En Campanie, les pâtes alla puttanesca bénéficient d'une appellation au titre des produits agroalimentaires traditionnels italiens.

## Origines
Plusieurs hypothèses entourent l’apparition de la recette. L'une des plus anciennes date de 1844, lorsque 
Ippolito Cavalcanti (it), dans sa Cucina teorico-pratica, inclut une recette de la cuisine populaire napolitaine, l'appelant Vermicelli all'oglio con olive capperi ed alici salse. Après quelques apparitions sporadiques dans d'autres livres de cuisine napolitains, en 1931, le Guida gastronomica d'Italia du Touring Club Italiano le cite parmi les spécialités gastronomiques de la Campanie, l'appelant Maccheroni alla marinara bien que la recette proposée soit proche de celle d'une sauce alla puttanesca moderne. À Naples, ce type de sauce pour pâtes porte communément le nom de aulive e chiappariell (olives et câpres). 
D’après l'Union professionnelle des fabricants italiens de pâtes (Unione Industriali Pastai Italiani), le terme se répandit au cours des années 1960. La première mention connue des pâtes alla puttanesca se trouve dans Ferito a Morte (Blessure mortelle) de Raffaele La Capria, un roman italien de 1961 qui mentionne « spaghetti alla puttanesca come li fanno a Siracusa » (« spaghetti alla puttanesca comme ils le font à Syracuse »). L'édition 1971 du Cucchiaio d'argento ne la mentionne pas, mais contient deux recettes similaires : les spaghetti alla partenopea, servis avec des anchois et de l’origan, ainsi que les spaghettis alla siciliana, avec des poivrons verts.
Selon Annarita Cuomo, journaliste au Golfo sur les îles d'Ischia et de Procida, le sugo alla puttanesca a été inventé dans les années 1950 par Sandro Petti, copropriétaire du restaurant Rancio Fellone sur Ischia.
Une légende couramment répandue explique le nom légèrement scabreux de la recette (« à la manière des putains ») par le fait qu'elle était préparée par les prostituées napolitaines, soit pour attirer les clients par le parfum répandu, soit pour reconstituer leurs forces après coup. Une autre version raconte que cette recette était réalisée avec des ingrédients en conserve puisqu'elles n'avaient pas le temps de faire les courses, une cuisine du placard, en quelque sorte.

## Recette et ingrédients
Pour préparer une sauce alla puttanesca, on fait d'abord revenir de l'ail émincé et un peu de piment dans de l'huile d'olive, puis on ajoute quelques filets d'anchois au sel. On incorpore ensuite des tomates coupées en dés, des olives noires et une poignée de câpres. On parfume aussi avec de l'origan et du persil. La sauce doit ensuite réduire pendant quelques minutes avant que l'on ne verse les pâtes cuites al dente dedans pour bien amalgamer, sans oublier un peu d'eau de cuisson des pâtes. Il s'agit généralement de spaghettis, mais parfois aussi des penne, des bucatini ou des linguine. Comme tous les plats de pâtes à l'italienne, celui-ci doit être dégusté immédiatement.